# Pekalongan
Pekalongan è una città (kota) dell'Indonesia, nella provincia di Giava Centrale.